# Raphaël Siboni
Pour les articles homonymes, voir Siboni.
 (mars 2022).
L'article doit être relu — et modifié si nécessaire — par des contributeurs indépendants pour apporter un regard critique aux contributions effectuées en violation des conditions d'utilisation de Wikipédia, tant sur la forme (notamment concernant le style encyclopédique, la proportionnalité) que sur le fond (la neutralité de point de vue, la qualité et l'indépendance des sources).
Raphaël Siboni est un artiste français né en 1981. Il vit et travaille à Paris.

## Démarche artistique
Issus des pratiques du documentaire et du cinéma, Raphaël Siboni rencontre Fabien Giraud à l'ENSAD. Après un passage au Fresnoy, ils commencent leur collaboration en 2007 et forment le duo Fabien Giraud et Raphaël Siboni.
En 2014, Raphaël Siboni créé « Sunset » avec le musicien Danger, un projet mêlant art contemporain et musique électronique,,,,,,,,,,.

## Expositions (sélection)

### Expositions monographiques
- Infantia (1894-7231) - Institut d'art contemporain de Villeurbanne, Villeurbanne, 2020
- The Everted Capital - Museum of Old and New Art, Hobart, 2019
- La Forme du Non - Fondation d'entreprise Pernod Ricard, Paris, 2018
- The Unmanned - Museum of Old and New Art, Hobart, 2018
- 2045-1542 (A history of computation) - Casino Luxembourg - Forum d’Art Contemporain, Luxembourg, 2018
- Une machine simple - Netwerk/Centrum voor hedendaagse kunst, Aalst, 2015
- The Unmanned - Centre Pompidou, Prospectif Cinema cycle, Paris, 2014
- The Unmanned - Centre international d'art et du paysage de Vassivière, île de Vassivière, 2014
- The Unmanned - VOX, centre de l'image contemporaine, Montréal, 2014
- The Unmanned - Casino Luxembourg - Forum d’art contemporain, Luxembourg, 2014
- La Condition / Le Barrage - Loevenbruck gallery [archive], Paris, 2010, 2014
- Les choses qui tombent - Gertrude Contemporary Art Spaces, Melbourne, 2009
- Superdôme - Last Manœuvres in the Dark - Palais de Tokyo, Paris, 2007

### Expositions collectives
- If the Snake - Okayama Art Summit Triennial [archive], Japon, 2019
- Hysterical Mining - Kunsthalle, Vienne, Autriche, 2019
- Open Codes - ZKM, Karlsruhe, 2018
- Artistes & Robots - Grand Palais, Paris 2018
- Le Rêve des Formes - Palais de Tokyo, 2018
- Electric Coma - VAC Foundation, Venise, 2017
- Liverpool Biennal - Tate Liverpool, Liverpool, 2016
- Soft Crash - GAMeC, Bergame, 2016
- Parallel Lines - CCA, Glasgow, 2016
- El mundo fue plano, ahora es redondo y será un holograma, MAZ [archive], Guadalajara, 2016
- La Vie moderne - Biennale d'art contemporain de Lyon, 2015
- Nel Mezzo del Mezzo - Museo Riso d’Arte della Sicilia, Palerme, 2015
- Disappearing Acts - LIAF, Îles Lofoten, Norvège, 2015
- Systémique - CEAAC, Strasbourg, 2015
- La Souris et le Perroquet - Villa Arson, Nice, 2015
- Videonnale - Festival for Contemporary Video Art [archive], Bonn, 2015
- Concrete - Monash University Museum of Art, Melbourne, 2014
- Pierre Huyghe’s Cine Club - Anthology Film Archives, New York, 2014
- I look to you and I see nothing, Sharjah Art Foundation, Sharjah, UAE, 2013
- Beam In Thine Own Eye, Museum of Old and New Art, Hobart, Tasmanie, 2013
- The Lewton Bus, Vitrine [archive], Londres, 2012
- Repetition Island, Centre Pompidou, Paris, 2010
- Res Publica, Moscow Museum of Modern Art, Moscou, 2010
- Dynasty, Palais de Tokyo & musée d'Art moderne de Paris, Paris, 2010
- The Moving Index, Honor Fraser Galery [archive], Los Angeles, 2010
- La Force de l’Art 02, Grand Palais, Paris, 2009
- Against Exclusion, Moscow Biennale, Garage, Moscou, 2009
- Lucky Number Seven, SITE Santa Fe, Nouveau Mexique, 2008
- 00’s - L’histoire d’une décennie qui n’est pas encore nommée - Biennale de Lyon, 2007

### Autres expositions personnelles
- Rencontres internationales Madrid–Paris–Berlin, Madrid, 2007
- Le Fresnoy[12], Studio national des arts contemporains, Tourcoing, 2007
- Palais de Tokyo, Paris, 2006[13]

## Filmographie
- 2007 : Friendly Fire, vidéo d’art en collaboration avec Fabien Giraud
- 2007 : Kant Tuning Club, court métrage
- 2009 : La Vallée Von Uexküll, vidéo d’art en collaboration avec Fabien Giraud
- 2009 : Calculating Infinity, vidéo d’art en collaboration avec Fabien Giraud
- 2010 : Point of View, court métrage avec HPG et William Le Bris alias Storm
- 2011 : La Mesure Aglaé, vidéo d’art en collaboration avec Fabien Giraud
- 2012 : Il n'y a pas de rapport sexuel[14], documentaire avec HPG